# 久昌院 (長野県木曽町)
久昌院（きゅうしょういん）は 長野県木曽郡木曽町福島山平にある臨済宗妙心寺派の寺院。山号は少林山。

## 歴史
正保2年(1645年)4月、興禅寺七世の桂岳によって創建された。境内地は470坪であった。
享保9年(1724年)、尾張藩が木曽谷を検地した時に、久昌院の境内地は、七畝十歩程であった。

## 境内

### 山門
一階には左右に金剛力士像が安置されており、二階には梵鐘が吊り下げられている。

### 梵鐘
享保5年(1720年)、新井得参(俗名：新兵衛)の寄進によるものである。鐘銘については、以下のとおりであった。

### 月待塔・二十三夜塔
文政元年（1818年）に造立されたものである。